# STAR BOX (TMNのアルバム)
『STAR BOX』（スターボックス）は1999年1月30日にリリースされたTMNのベスト・アルバム。ソニー・ミュージックエンタテインメントが企画した「STAR BOX」シリーズの一つで、完全限定生産盤としてリリースされた。

## 解説
『STAR BOX（TM NETWORK盤）』と同時発売だが、本作は「TMN」名義限定に絞り、オリジナルアルバム2枚、シングル数曲から選曲されている。

## 収録曲
| 全編曲: 小室哲哉（#12、編曲：久保こーじ）。 |                                |            |           |       |
| #                                           | タイトル                       | 作詞       | 作曲      | 時間  |
| 1.                                          | 「TIME TO COUNT DOWN」         | 小室みつ子 | 小室哲哉  | 4:19  |
| 2.                                          | 「69/99」                      | 坂元裕二   | 小室哲哉  | 4:54  |
| 3.                                          | 「RHYTHM RED BEAT BLACK」      | 坂元裕二   | 小室哲哉  | 6:04  |
| 4.                                          | 「SECRET RHYTHM」              | 小室哲哉   | 小室哲哉  | 3:58  |
| 5.                                          | 「REASONLESS」                 | 小室みつ子 | 木根尚登  | 4:51  |
| 6.                                          | 「LOOKING AT YOU」             | 小室みつ子 | 木根尚登  | 5:07  |
| 7.                                          | 「THE POINT OF LOVERS' NIGHT」 | 小室哲哉   | 小室哲哉  | 6:30  |
| 8.                                          | 「WILD HEAVEN」                | 小室みつ子 | 小室哲哉  | 5:21  |
| 9.                                          | 「WE LOVE THE EARTH」          | 小室哲哉   | 小室哲哉  | 5:22  |
| 10.                                         | 「LOVE TRAIN」                 | 小室哲哉   | 小室哲哉  | 5:27  |
| 11.                                         | 「大地の物語」                 | 小室哲哉   | 木根尚登  | 4:01  |
| 12.                                         | 「月はピアノに誘われて」       | 坂元裕二   | 木根尚登  | 5:28  |
| 13.                                         | 「一途な恋」                   | 小室みつ子 | 小室哲哉  | 4:12  |
| 14.                                         | 「ANOTHER MEETING」            | 木根尚登   | 宇都宮隆  | 4:43  |
| 合計時間:                                   | 合計時間:                      | 合計時間:  | 合計時間: | 73:23 |

## 曲解説
1. TIME TO COUNT DOWN
22ndシングル。シングルバージョンで収録。
2. 69/99
7thアルバム『RHYTHM RED』収録曲。
前曲が「TIME TO COUNT DOWN」で『RHYTHM RED』と同じだが、『RHYTHM RED』では「曲間が無く前曲のアルバムバージョンのアウトロと当曲のイントロが繋がっている」のに対し、本作は「前曲のシングルバージョンの後に曲間が設けられている」。因みに、本作の3曲目も『RHYTHM RED』と同曲順である。
3. RHYTHM RED BEAT BLACK
23rdシングル。
4. SECRET RHYTHM
7thアルバム『RHYTHM RED』収録曲。
5. REASONLESS
7thアルバム『RHYTHM RED』収録曲。
6. LOOKING AT YOU
7thアルバム『RHYTHM RED』収録曲。
7. THE POINT OF LOVERS' NIGHT
21stシングル。
前曲が「LOOKING AT YOU」なのは『RHYTHM RED』と同じ曲順だが、『RHYTHM RED』ではアルバムバージョンだったのに対し、こちらはシングルバージョンとなっている。
8. WILD HEAVEN
26thシングル。
9. WE LOVE THE EARTH
25thシングル両A面曲。シングルバージョンで収録。
10. LOVE TRAIN
25thシングル。
11. 大地の物語
8thアルバム『EXPO』収録曲。
12. 月はピアノに誘われて
8thアルバム『EXPO』収録曲。
13. 一途な恋
27thシングル。
14. ANOTHER MEETING
ベストアルバム『NAOTO KINE PRESENTS TMN BLUE』収録曲。